# Percy Nash
Percy Nash (5 dicembre 1868 – 30 aprile 1958) è stato un regista britannico.

## Biografia
La sua prolifica carriera di regista di film spesso tratti da opere di autori famosi dell'epoca come Hall Caine e W.P. Drury, si interruppe a causa di un procedimento giudiziario che lo condannò per un suo film del 1921, How Kitchener Was Betrayed, nel quale veniva avanzata l'ipotesi che la nave che trasportava Lord Kitchener fosse stata affondata dall'azione nemica e non da una mina, e questo causò il divieto di proiezione de facto del film in Gran Bretagna. Dopo qualche anno, nel 1925, riprese a lavorare come regista a una serie di documentari per la Federation of British Industries. Grazie alla sua vasta esperienza in film con soggetti navali, lavorò come consulente nel film del 1927 di Walter Summers Le battaglie di Coronel e delle Isole Falkland.

## Filmografia
- David Garrick (1912)
- Jack Sheppard (1912)
- In the Shadow of the Rope (1913)
- The Golden Chance (1913)
- Monty's Proposal (1913)
- Black-Eyed Susan (1913)
- The Burglar's Child (1913)
- The Harbour Lights (1914)|
- Twin Trunks (1914)
- Enoch Arden (1914)
- Almost Human (1914)
- In the Ranks (1914)
- Over the Garden Wall (1914)
- The Steeplejacks (1914)
- The Little Match Girl (1914)
- Bill's Rise in the World (1914)
- A Rogue's Wife (1915)
- The Devil's Bondman (1915)
- Royal Love (1915)
- The Coal King (1915)
- Flying from Justice (1915)
- Master and Man (1915)
- A Touch of Nature (1915)
- The Motorist's Dream (1915)
- The Romany Rye (1915)
- Rosy Rapture (1915)
- Just in Time (1915)
- Taking a Film (1915)
- Sisters (1915)
- Her First Husband (1915)
- Did He? The Brute! (1915)
- Bunting's Blink (1915)
- Chicken Hearted (1915)
- The Little Minister (1915)
- The Mesmerist (1915)
- The Waifs (1915)
- A Strong Argument (1915)
- The Love of Their Lives (1915)
- Disraeli (1916)
- The Black Night (1916)
- Il potere sovrano (1916) con Baldassarre Negroni
- L'isola delle rose (1916)
- I briganti (1916)
- Nella jungla nera (1916)
- Sul trapezio (1916)
- A King of the People (1917)
- Motherhood (1917)
- Boy Scouts Be Prepared (1917)
- Herself (1918)
- Boys of the Otter Patrol (1918)
- Westward Ho! (1919)
- Darby and Joan (1919)
- The Flag Lieutenant (1919)
- Women Who Win (1919)
- Her Lonely Soldier (1919)
- The Elder Miss Blossom (1919)
- The Story of the Rosary (1920)
- Hobson's Choice (1920)
- Won by a Head (1920)
- Rodney Stone (1920)
- The Old Arm Chair (1920)
- How Kitchener Was Betrayed (1921)
- Ships That Pass in the Night (1921)
- His Other Wife (1921)
- The Croxley Master (1921)
- The Likeness of the Night (1921)
- British Industries: Telegraphic Transmission (1925)
- British Industries: Overseas Communication (1925)
- British Industries: The History of Electricity (1925)
- British Industries: Modern Lighting (1925)
- British Industries: The Story of Cotton (1925)
- British Industries: The Oxford University Press (1925)
- British Industries: How the Money Goes (1925)
- British Industries: Cable Making (1925)
- British Industries: The Magic of Nitrate of Soda (1925)
- British Industries: Malt and Hops (1926)
- British Industries: The Romance of Oil (1926)